# Les Bourgeois de Molinchart
Les Bourgeois de Molinchart est un roman de Jules Champfleury publié pour la première fois en 1855. Tout comme Les Souffrances du professeur Delteil, Les Bourgeois de Molinchart est une satire sociale de la société bourgeoise laonnoise.

## Historique
Dans Les Bourgeois de Molinchart, Champfleury suit les aventures de Louise, une femme égarée dans son milieu, où elle est incomprise et subit sa « vie rapetissée », jusqu'à ce qu'elle fasse la rencontre d'un jeune homme venant éveillé son univers morose.
La veine réaliste de ce roman, concentré sur l'histoire d'une femme lassée de la banalité de son train de vie, fit que l'on qualifia parfois la Louise des Bourgeois de Molinchart d'une sorte de Madame Bovary picarde.
Dans ce roman, Champfleury propose un discours encore plus virulent que celui des Souffrances du professeur Delteil, où il critiquait déjà la société bourgeoise de Laon. Le discours ici réitéré de ce roman, plus féroce encore que celui du premier, lui vaudra d'être chassé de sa ville natale.

## Éditions modernes
- Jules Champfleury, Les Bourgeois de Molinchart, Éditions du Trotteur ailé, coll. « Lettres de Picardie », 2009, 291 p.